# Barycnemis asiatica
Barycnemis asiatica är en stekelart som beskrevs av Andrey Ivanovich Khalaim 2004. Barycnemis asiatica ingår i släktet Barycnemis och familjen brokparasitsteklar. Inga underarter finns listade.